# Preben Elkjær Larsen
Preben Elkjær Larsen (* 11. září 1957) byl dánský fotbalista. Hrával na pozici útočníka.
S dánskou fotbalovou reprezentací získal bronzovou medaili na mistrovství Evropy roku 1984 a zúčastnil se i mistrovství světa 1986 (kde se dostal do all-stars a byl vyhlášen 3. nejlepším hráčem turnaje) a evropského šampionátu 1988. Celkem za národní tým odehrál 69 utkání, v nichž vstřelil 38 gólů.
S 1. FC Köln se stal mistrem Německa (1978), s Hellasem Verona mistrem Itálie (1985).
Roku 1984 byl vyhlášen dánským fotbalistou roku. V anketě Zlatý míč, která hledala nejlepšího fotbalistu Evropy, se ve stejném roce umístil na třetím místě, roku 1985 dokonce na druhém, o rok později na čtvrtém.
Po skončení hráčské kariéry se krátce pokoušel o trenérskou dráhu, v letech 1995–1996 vedl Silkeborg IF.